# Língua ariquém
Ariquém (ariken) é uma língua da família linguística ariquém, pertencente ao tronco tupi, falada pelos ariquéns.